# Kington Langley
Kington Langley est une paroisse civile et un village du Wiltshire, en Angleterre.